# Parasolymus multiguttatus
Parasolymus multiguttatus là một loài bọ cánh cứng trong họ Cerambycidae.